# Stenelmis gammoni
Stenelmis gammoni là một loài bọ cánh cứng thuộc họ Elmidae. Nó là loài đặc hữu của Hoa Kỳ.